# カンポロンゴ・タポリアーノ
カンポロンゴ・タポリアーノ（伊: Campolongo Tapogliano）は、イタリア共和国フリウリ＝ヴェネツィア・ジュリア州ウーディネ県にある、人口約1,100人の基礎自治体（コムーネ）。
2009年にカンポロンゴ・アル・トッレとタポリアーノの2つのコムーネが合併して成立した。

## 名称
標準イタリア語以外では以下の名称を持つ。
- フリウリ語: Cjamplunc Tapoian

## 地理

### 位置・広がり
ウーディネ県東南部に位置する。トッレ川 (Torre (river)) 左岸（西岸）に広がり、対岸はゴリツィア県である。

#### 隣接コムーネ
隣接するコムーネは以下の通り。括弧内のGOはゴリツィア県所属を示す。
- サン・ヴィート・アル・トッレ - 北
- ロマンス・ディゾンツォ (GO) - 北東
- ヴィッレッセ (GO) - 南東
- ルーダ - 南
- アイエッロ・デル・フリウーリ - 西

### 地震分類
イタリアの地震リスク階級 (it) では、zona 3 (sismicità bassa) に分類される。

## 歴史
2007年11月25日に行われた住民投票により、カンポロンゴ・アル・トッレとタポリアーノの合併について、85.47％の賛成票が投じられた。2009年、両者を合併したコムーネ「カンポロンゴ・タポリアーノ」が発足し、カンポロンゴ・アル・トッレはその一部となった。

## 交通

### 道路
高速道路
- A4  (it:Autostrada A4 (Italia))

カンポロンゴ・タポリアーノには、北イタリアを横断する高速道路 A4 が西北から東南方向に走っている。

## 姉妹都市
- モンジスカール（フランス）

2005年よりカンポロンゴ・アル・トッレと姉妹都市提携